# Apogon melanopterus
Apogon melanopterus es una especie de pez de la familia de los apogónidos en el orden de los perciformes.

## Hábitat
Es una especie marina.

## Distribución geográfica
Se encuentran en las Filipinas.